# Jens Kristiansen
Jens Kristiansen (* 25. Mai 1952 in Kopenhagen) ist ein dänischer Schachspieler.
Er war dreimal dänischer Einzelmeister (1979, 1982 (nach Playoff) und 1995). 1979 erhielt er von der FIDE den Titel Internationaler Meister.
Für Dänemark nahm er an den Schacholympiaden der Jahre 1978, 1982, 1984 und 1990 teil, ebenso an der Mannschaftseuropameisterschaft 1983, bei der er am fünften Brett das zweitbeste Einzelergebnis erreichte.
Jens Kristiansen spielt für den Bornholms Skakklub (Stand: Saison 2014/15), in der Skakligaen beziehungsweise 1. Division spielte Kristiansen in der Saison 1999/2000 für den Helsinge Skakklub, in der Saison 2001/02 für den SK Sydkysten und von 2010 bis 2013 für BMS Skak.
Sein größter Erfolg war der Gewinn des Weltmeistertitels der Senioren im Jahre 2012. Der Gewinn dieses Titels ist gleichzeitig mit der Erringung des Großmeistertitels verbunden.
Seine Elo-Zahl beträgt 2403 (Stand: Mai 2017), seine höchste Elo-Zahl war 2480 im Januar 1987.